# Хвильове
Хвильо́ве — село в Україні, в Олександрівській сільській громаді Мелітопольського району Запорізької області. Населення становить 87 осіб. До 2020 року орган місцевого самоврядування — Надеждинська сільська рада.

## Географія
Село Хвильове розташоване за 167 км від обласного центру та 36 км від районного центру. За 4 км розташоване сусіднє село Караруга.

## Історія
Село засноване 1861 року.
7 (20) листопада 1917 року, відповідно до Третього Універсалу Української Центральної Ради, увійшло до складу Української Народної Республіки.
З 1935 року село перебувало в складі Приазовського району.
12 червня 2020 року, відповідно до розпорядження Кабінету Міністрів України № 713-р «Про визначення адміністративних центрів та затвердження територій територіальних громад Запорізької області», село увійшло в Олександрівську сільську територіальну громаду.
19 липня 2020 року, в результаті адміністративно-територіальної реформи та ліквідації Приазовського району, село увійшло до складу новоутвореного Мелітопольського району.
22 червня 2023 року, рішенням Національної комісії зі стандартів державної мови, село віднесено до списку населених пунктів, які «можуть не відповідати лексичним нормам української мови», зокрема стосуватися «російської імперської чи колоніальної політики». Громаді рекомендовано запропонувати нову назву в установленому законодавством порядку.
5 червня 2025 року Постановою Верховної Ради України № 4483-ІХ «Про перейменування окремих населених пунктів, назви яких містять символіку російської імперської політики або не відповідають стандартам державної мови» село Волна перейменовано на Хвильове. 18 червня 2025 року перейменування набуло чинності.